# Харьковка (Костанайская область)
Харьковка (каз. Харьков) — село в Аулиекольском районе Костанайской области Казахстана. Входит в состав Черниговского сельского округа. Код КАТО — 393651400.

## География
Село находится примерно в 18 км к юго-востоку от районного центра, села Аулиеколь.

## История
Село получило название "Харьковка", так как было организовано переселенцами из Харьковской губернии.

## Население
В 1999 году население села составляло 498 человек (256 мужчин и 242 женщины). По данным переписи 2009 года, в селе проживали 272 человека (150 мужчин и 122 женщины).